# DJ Shadow
Josh Davis, mais conhecido como DJ Shadow, (Hayward, 1 de Janeiro de 1973) é um DJ norte-americano. Possui uma coleção de discos excepcionalmente grande com mais de 60.000 discos.
DJ Shadow viveu toda sua adolescência na Califórnia e era um DJ na rádio comunitária KDVS. Durante esse tempo de DJ Shadow fez um trabalho experimental misturando hip-hop instrumental com artistas de gravadoras americanas. DJ Shadow também é considerado como o criador do trip-hop, título que ele nega.
O primeiro CD foi Endtroducing..., que foi lançado em 1996 com grande sucesso entre a crítica. Endtroducing entrou no Guiness Book como primeiro CD a ser completamente feito de samples em 2001. Em 2002, seis anos depois do lançamento do seu primeiro trabalho completo, Shadow lançou o segundo, chamado The Private Press. Em 2006 lançou seu terceiro álbum: The Outsider. Além de seu trabalho solo, Shadow tem consolidado sua carreira ao lado de outro DJ, Cut Chemist, lançando mixtapes tocando discos de funk extremamente raros.

## Discografia

### Álbuns de estúdio
- Endtroducing... (1996)
- The Private Press (2002)
- The Outsider (2006)
- The Less You Know, the Better (2011)
- The Mountain Will Fall (2016)

### Álbuns ao vivo
- Live! In Tune and on Time (2004)

### Compilações
- Preemptive Strike (1998)
- The 4-Track Era (Volume 1: Best of the KMEL Mixes (1991)) (2007)
- The 4-Track Era (Volume 2: Best of the Remixes and Megamixes (1990 - 1992)) (2007)
- The 4-Track Era (Volume 3: Best of the Original Productions (1990 - 1992)) (2008)

### Álbum de remixes
- The Private Repress (2003)

### ComDJ Qbert
- Camel Bobsled Race (Q-Bert Mega Mix)  CD-EP (1997)

### Com UNKLE
- Psyence Fiction (1998)

### ComCut Chemist
- Brainfreeze (1999)
- Product Placement (2001)
- Product Placement on Tour (2004)
- The Hard Sell (2008)
- The Hard Sell (Encore) (2008)

### ComKeane
- We Might As Well Be Strangers (Remix) (2005)

### Mixes
- Diminishing Returns (2003)
- Essential Mix on BBC Radio1 (2003)
- Funky Skunk (2005)